# Aphis tacita
Aphis tacita är en insektsart. Aphis tacita ingår i släktet Aphis och familjen långrörsbladlöss. Inga underarter finns listade i Catalogue of Life.